# 加利福尼亞州上訴法院
加利福尼亞州上訴法院（英語：California Courts of Appeal）是美國加利福尼亞州的上訴法院，加州境內58個郡共被劃分為六個上訴區。加利福尼亞州上訴法院是美國規模最大的州級上訴法院系統，總共有106名法官。

## 管轄權
所有已公佈的加州上訴法院之判決對加州境內所有初審法院都具有約束力。

## 責任
加利福尼亞州憲法要求所有加州上訴法院以書面形式對刑事案件作出判決並說明理由，但對於民事案件則沒有強制規定。